# Schillerdenkmal (Hamburg)

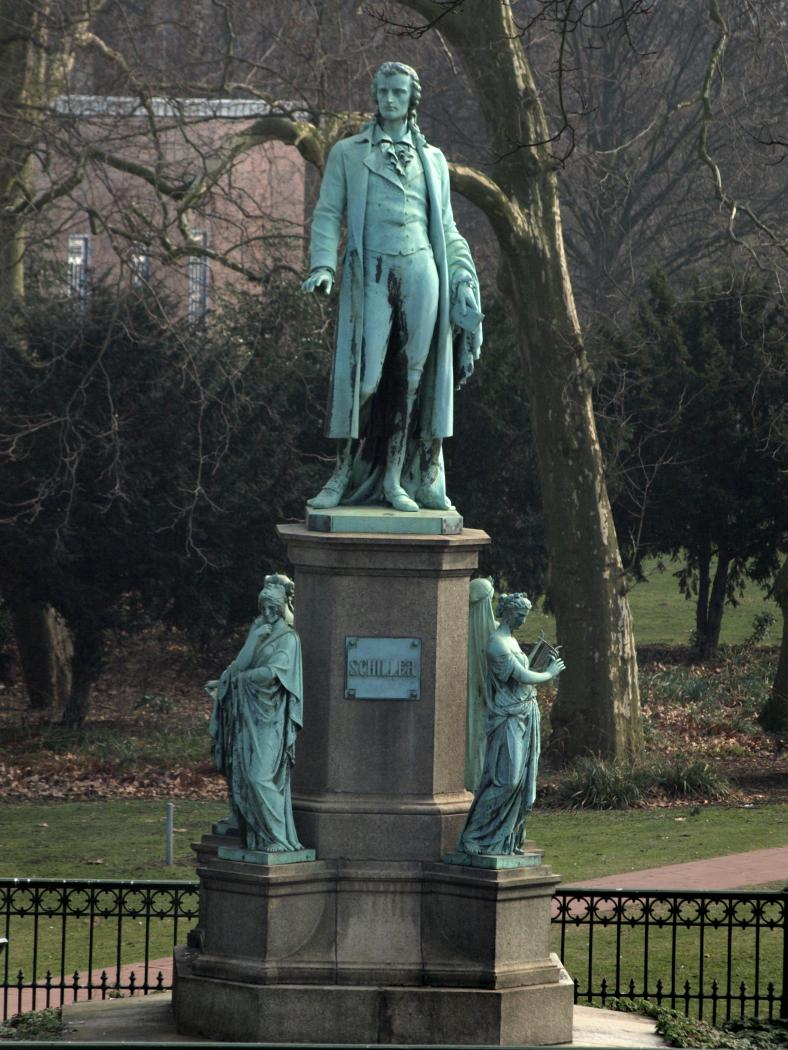
Das Schillerdenkmal im Gustav-Mahler-Park (2014)

Das Hamburger Denkmal für Friedrich Schiller wurde 1866 enthüllt und steht seit 1958 im Gustav-Mahler-Park am Dammtordamm. Es ist als Kulturdenkmal mit der Objekt-ID 12568 ausgewiesen.

## Beschreibung
Der Dichter steht im Reisemantel als lebensgroße Bronzeskulptur auf einem Granitsockel, die rechte Hand ist leicht vorgestreckt, in der linken hält er ein Buch. Vier allegorische weibliche Figuren umgeben den Sockel, im Maßstab deutlich kleiner als die Figur des Dichters. Sie sollen auf die vielfältigen Talente und Aktivitäten des Dichters hinweisen:
- Euterpe, die Muse der Lyrik und der Musik, hier mit einer Lyra dargestellt
- Kalliope, die Muse der epischen Dichtung und der Philosophie, hier mit einem Buch dargestellt
- Klio, die Muse der Heldendichtung und der Geschichte
- Melpomene, die Muse der tragischen Dichtung

Das ganze Ensemble ist von einem Metallgitter eingefasst.

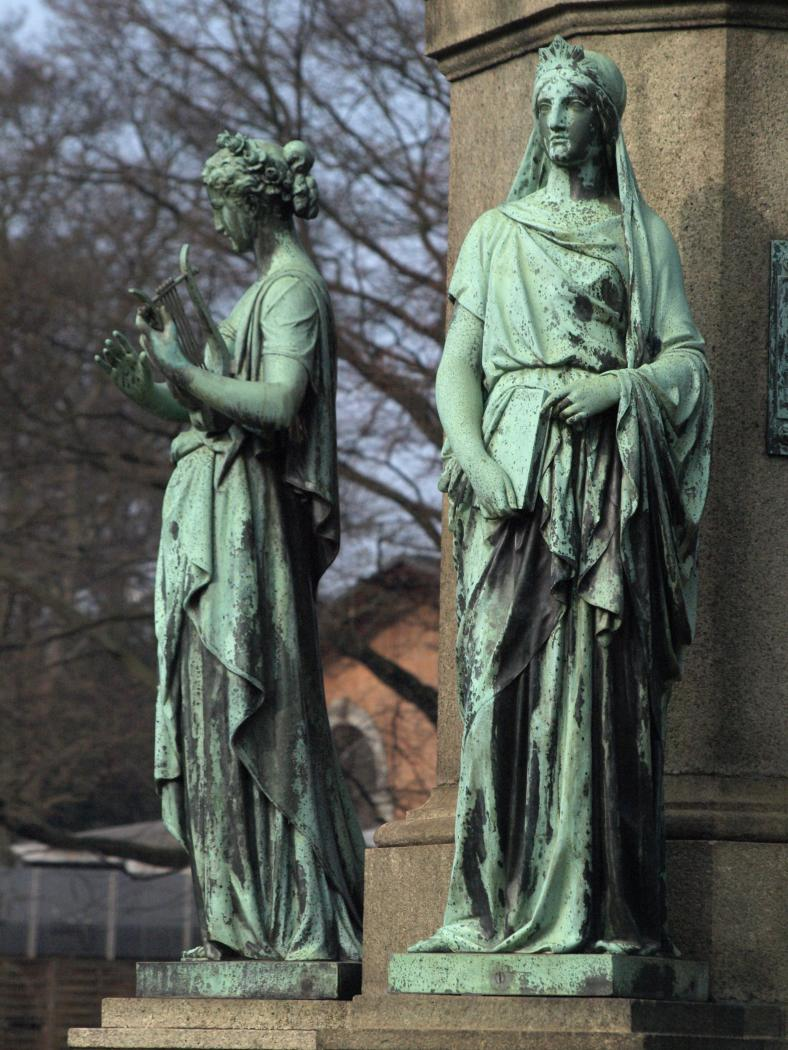
Euterpe (links) –  Lyrik  Kalliope (rechts) – Epik und Philosophie
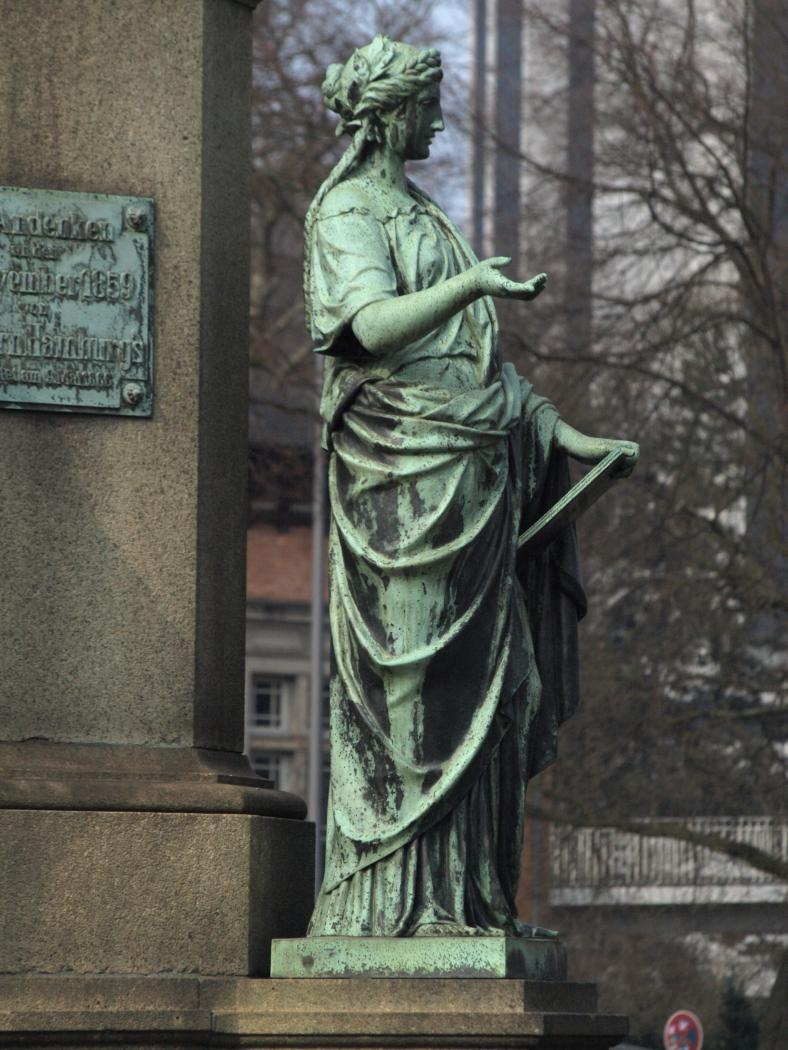
Klio – Geschichte und Heldendichtung
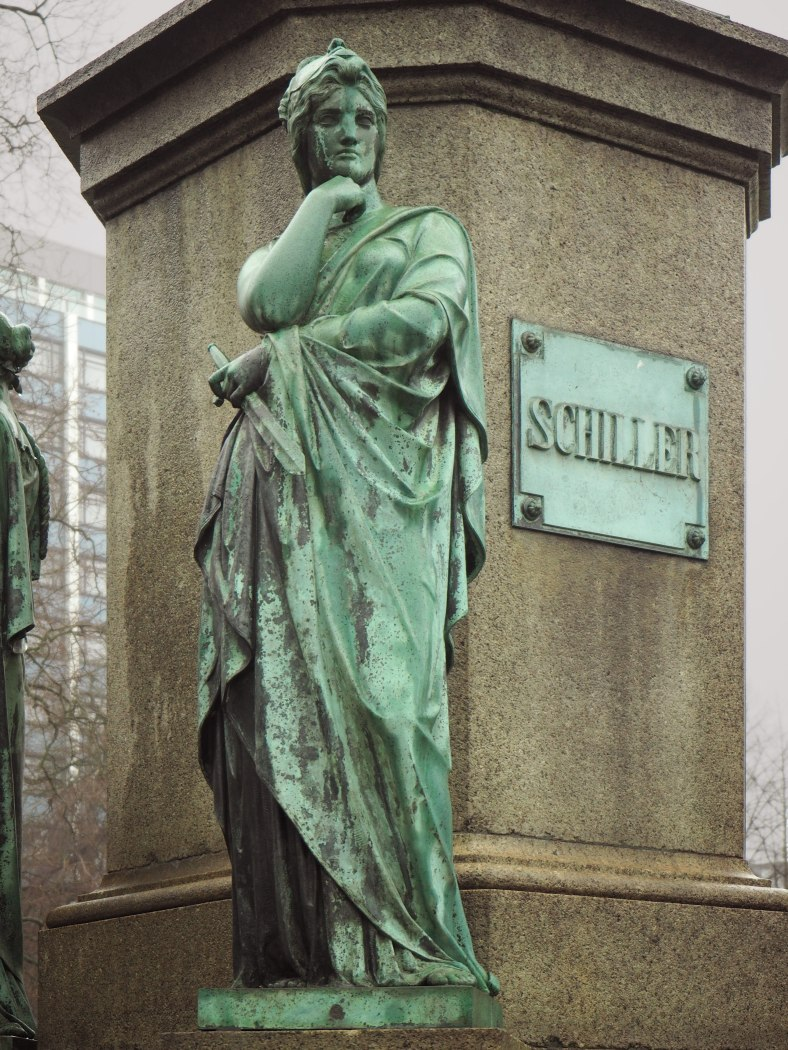
Melpomene – Drama

## Geschichte

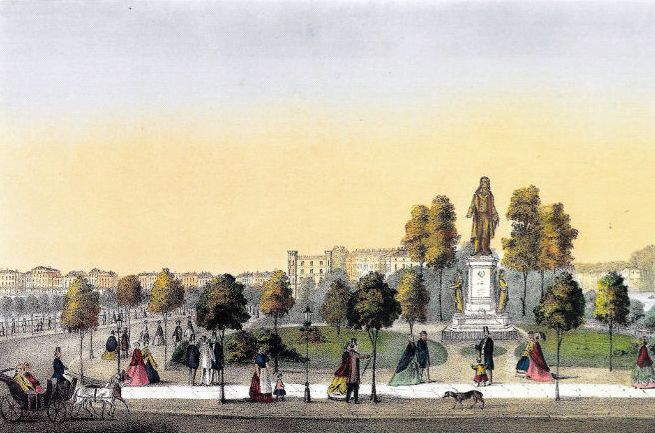
Schillerdenkmal 1866 am Ferdinandstor

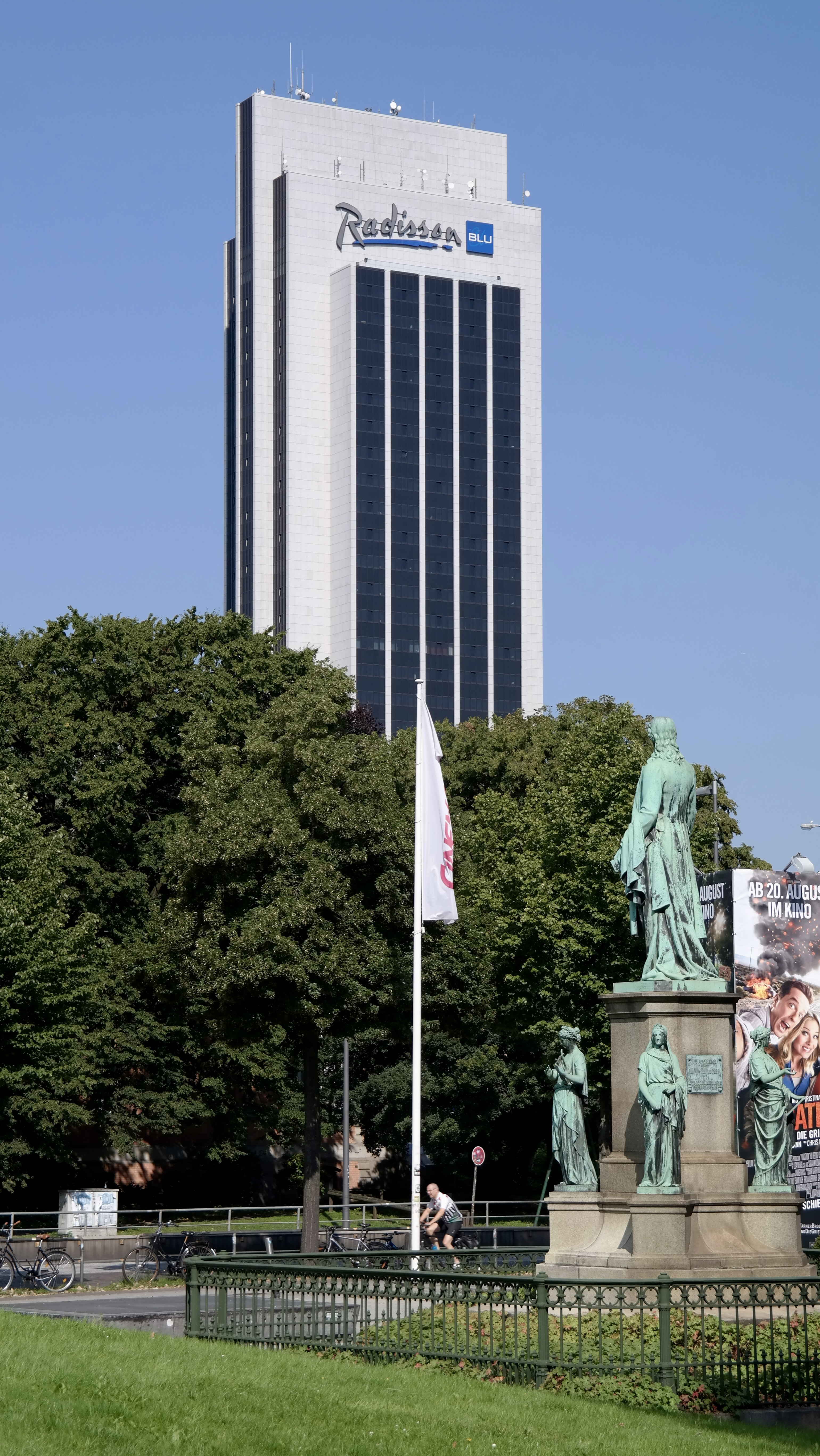
Das Denkmal im Jahr 2015 mit Radisson Blu Hotel

Im Zuge der Schillerfeiern zum hundertsten Geburtstag des Dichters im Jahr 1859 entstand der Wunsch, ein Schillerdenkmal in Hamburg zu realisieren. Zwar soll Schiller niemals in Hamburg gewesen sein, sein Don Karlos wurde aber 1787 hier uraufgeführt.
Nach einer Ausschreibung des Schiller-Vereins erhielt 1860 der Hamburger Künstler Julius Lippelt den Auftrag, das Denkmal zu errichten. Lippelt konnte seine Arbeit jedoch nicht vollenden, weil er 1864 an Tuberkulose verstarb. Der schlesische Bildhauer Carl Börner brachte das Werk zum Abschluss. Gegossen wurde es in der Hamburger Gießerei von Georg Schultz, so dass es am 10. Mai 1866 enthüllt werden konnte. Der Standort war ursprünglich vor der Kunsthalle am Ferdinandstor.
1923 wurde das Schillerdenkmal als Nr. 31 in die Hamburger Denkmalliste aufgenommen. Heute steht es im Gustav-Mahler-Park am Dammtordamm, wohin man es 1958 versetzt hatte.

## Restaurierung
2007 bis 2008 fand eine umfassende Restaurierung statt. Das Sandsteinfundament und das Innengerüst mussten erneuert werden. Außerdem waren die Bronzefiguren durch die Schadstoffe und Schmutzpartikel in der Luft geschädigt. Die für die Restaurierung nötigen Finanzmittel, ca. 120.000 €, wurden von Hamburger Bürgern und Stiftungen aufgebracht.